# Nigrita (geslacht)
Nigrita is een geslacht van zangvogels uit de familie prachtvinken (Estrildidae). Het geslacht kent de volgende soorten:
- Nigrita bicolor  – Bruinborstnigrita
- Nigrita canicapillus  – Grijskopnigrita
- Nigrita fusconotus  – Witborstnigrita
- Nigrita luteifrons  – Bleekkopnigrita